# Montes submarinos Seewarte
Os montes submarinos Seewarte, também conhecidos como Cadeia de Montes Submarinos Seewarte, Cadeia de Montes Submarinos Atlântida-Grande Meteor e Grupo de Montes Submarinos Atlântida-Platão-Cruiser-Grande Meteor, é um grande complexo vulcânico de montes submarinos localizado a cerca de 700 km sul dos Açores, com tendência norte-sul no Oceano Atlântico Norte.
Os montes submarinos Seewarte foram interpretados como tendo se formado como resultado da passagem da Placa Africana sobre o ponto quente da Nova Inglaterra. Um deles é o maior do Oceano Atlântico, o Grande Meteor, e foi um dos primeiros montes submarinos a serem descobertos, pelo navio de pesquisa alemão Meteor em 1937.
Jacob Verhoef estimou que o complexo repousa sobre um leito oceânico cuja idade é estimada entre 37 milhões de anos a 86 milhões de anos, dependendo da parte.
Conforme um plano de 2019 do Ordenamento do Espaço Marítimo Nacional de Portugal, o complexo foi delimitado como uma potencial Área Marinha Protegida pelo Programa de Medidas da Diretiva-Quadro Estratégia Marinha.

## Montes submarinos
Os montes submarinos desse complexo incluem:
- Monte submarino Closs
- Monte Submarino Pequeno Meteor
- Monte Submarino Grande Meteor
- Monte submarino Hyères
- Monte submarino Irving
- Monte submarino Cruiser
- Monte submarino Platão (Plato)
- Monte submarino Atlântida (Atlantis)
- Monte submarino Tiro (Tyro)